# فادی زیدان
فادی زیدان (عربی: فادي زيدان؛ زادهٔ ۲ ژوئن ۱۹۹۳) بازیکن فوتبال اهل فلسطین است.
از باشگاه‌هایی که در آن بازی کرده است می‌توان به باشگاه فوتبال ژتیسو اشاره کرد.
وی همچنین در تیم‌های ملی فوتبال زیر ۲۳ سال فلسطین و فلسطین بازی کرده است.